# Szczęśliwego Nowego Jorku (singel)
Szczęśliwego Nowego Jorku – trzeci i zarazem ostatni singel promujący solową płytę wokalisty zespołu Ira, Artura Gadowskiego pt. „Artur Gadowski”. Utwór został zamieszczony na płycie na szóstym miejscu. Trwa 3 minuty i 32 sekundy i prócz piosenki Ona i On (3:11) jest najkrótszy na płycie. Singel ukazał się nakładem firmy Zic Zac\BMG Poland.
Tekst utworu opowiada o człowieku który stracił sens życia, chce „uciec” lecz nie ma gdzie. Autorem tekstu a także kompozytorem utworu jest gitarzysta grupy De Mono, Marek Kościkiewicz. Na albumie znajdują się jeszcze dwa utwory autorstwa Kościkiewicza: Naucz się rozmawiać oraz Ona jest ze snu. Utwór utrzymany jest w lekkim rockowym brzmieniu.
Utwór został nagrany w kwietniu 1997 roku w CCS Studio w Warszawie, przez Gadowskiego oraz gitarzystę Marka Kościkiewicza, specjalnie na potrzeby promocji polskiego komediodramatu Szczęśliwego Nowego Jorku w reżyserii Janusza Zaorskiego. Stał się muzycznym motywem przewodnim filmu.
Do piosenki powstał również teledysk, przedstawiający Gadowskiego i Kościkiewicza wykonujących utwór, przeplatany scenami z filmu. Reżyserem oraz scenarzystą klipu był Jerzy Grabowski.
Utwór ten jest drugim po Ona jest ze snu największym przebojem Gadowskiego. Oba te utwory przez dłuższy czas okupowały czołowe miejsca na listach przebojów. Utwór podobnie jak i Ona jest ze snu cieszył się bardzo dużym powodzeniem na koncertach Artura Gadowskiego. Obok utworu Na kredyt został zagrany na Festiwalu w Opolu 25 czerwca 1998 roku w konkursie „Premiery”. Był także grany podczas koncertów grupy Ira po USA i Kanadzie w 2001 roku. 
Od momentu reaktywacji grupy, utwór Szczęśliwego Nowego Jorku obok piosenki Ona jest ze snu były jedynymi piosenkami z pierwszej płyty Gadowskiego, do dziś granymi na koncertach. Charakterystyczną cechą podczas wykonywania utworu na koncertach jest tzw. „chóralne śpiewane z fanami”, które trwa około 3 minut, oraz solówka gitarowa, której nie ma w pierwotnej wersji studyjnej. Utwór został wykonany także podczas jubileuszowego koncertu z okazji 15-lecia istnienia zespołu w Radomiu w 2003 roku, gdzie trwa aż 9 minut i 13 sekund.
25 maja 2006 roku Gadowski, tuż przed rozpoczęciem Mundialu w Niemczech nagrał jego nową wersję, powszechnie znaną jako Mundialowe S.N.Y.. Fragment refrenu piosenki został wykorzystany w jednej reklam piwa sprzed Mundialu. Pomysłodawcą i realizatorem był Marek Kościkiewicz.
Utwór został wykonany także podczas urodzinowego koncertu w październiku 2006 roku w Krakowie. Obecnie jest regularnie grany jest na każdym koncercie grupy.
Artur Gadowski o piosence „Szczęśliwego Nowego Jorku”:
„W kwietniu'97 zadzwonił do mnie Marek Kościkiewicz i oznajmił, że musi szybko napisać muzykę do filmu, a ja „muszę zaśpiewać piosenkę przewodnią, bo właśnie mój głos jest najbardziej odpowiedni”. Podczas nagrywania śpiewałem utwór słysząc w podkładzie jedynie perkusję i bas. Marek ciągle powtarzał: „Stary, wyobraź sobie, że tam grają gitary”. A tak naprawdę usłyszałem je, dopiero gdy był już gotowy singel.”

## Lista utworów na singlu
CD
1. „Szczęśliwego Nowego Jorku” – (M.Kościkiewicz/M.Kościkiewicz) – 3:32

## Wykonawcy
- Artur Gadowski – śpiew
- Marek Kościkiewicz – gitara elektryczna
- Jacek Kochan – perkusja
- Filip Sojka – gitara basowa

## Produkcja
- Nagrywany oraz miksowany: Kwiecień 1997 roku w CCS Studio w Warszawie
- Producent muzyczny: Michał Przytuła
- Realizator nagrań: Marek Kościkiewicz
- Aranżacja: Marek Kościkiewicz
- Projekt okładki: Piotr Garlicki (Goldfinger Ltd.)
- Zdjęcia: Robert Wolański
- Wytwórnia: Zic-Zac/BMG Poland